# 털별꽃아재비
털별꽃아재비는 국화과에 속하는 한해살이풀이다. 아메리카 원산이다. 쓰레기풀이라고도 부른다.
길가나 빈터, 어디서나 자란다. 줄기나 잎에 잔털이 많이 난다. 키는 10~50 센티미터 남짓이며, 줄기는 곧게 서다가 중간부 위부터 가지가 갈라진다. 잎은 마주나고 길쭉한 달걀 모양이며 가장자리에 톱니가 있다. 가운데 잎맥과 양 옆 잎맥이 뚜렷하며, 앞뒤로 털이 난다. 꽃은 6~9월에 피고 국화과답게 두상화이다. 두화(頭花)는 노란색이고, 지름 6~7 밀리미터 정도이며 줄기나 가지 끝에 달린다. 설상화는 5~6개인데, 흰색이고 山자 모양, 세 조각으로 갈라진다. 열매는 수과로 검은색이고 털이 날개처럼 잔뜩 나 열매를 둘러싼다.
비슷한 풀로 줄기나 잎에 털이 거의 없는 별꽃아재비(Galinsoga parviflora Cav.)가 있다.

## 사진

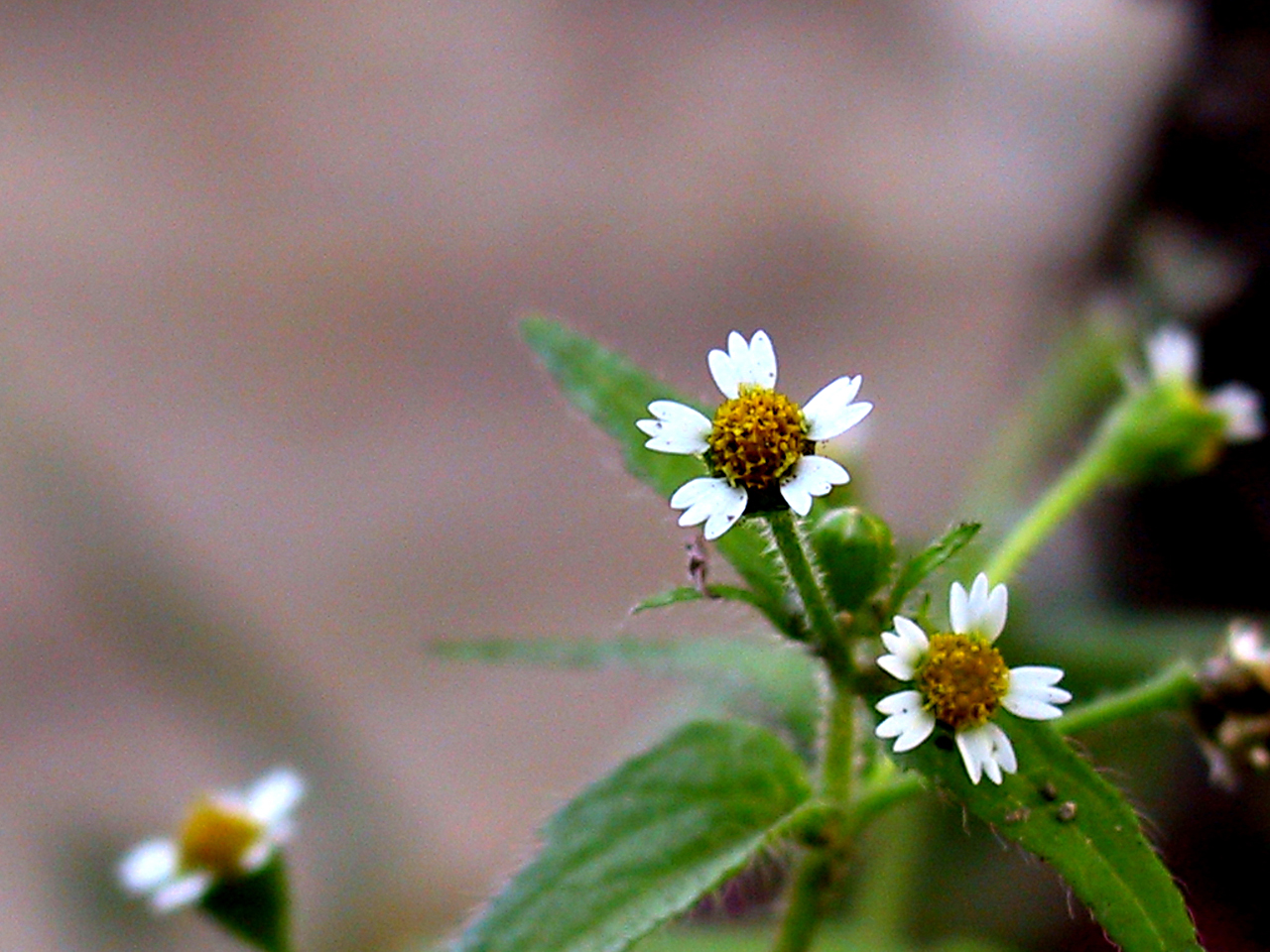
꽃
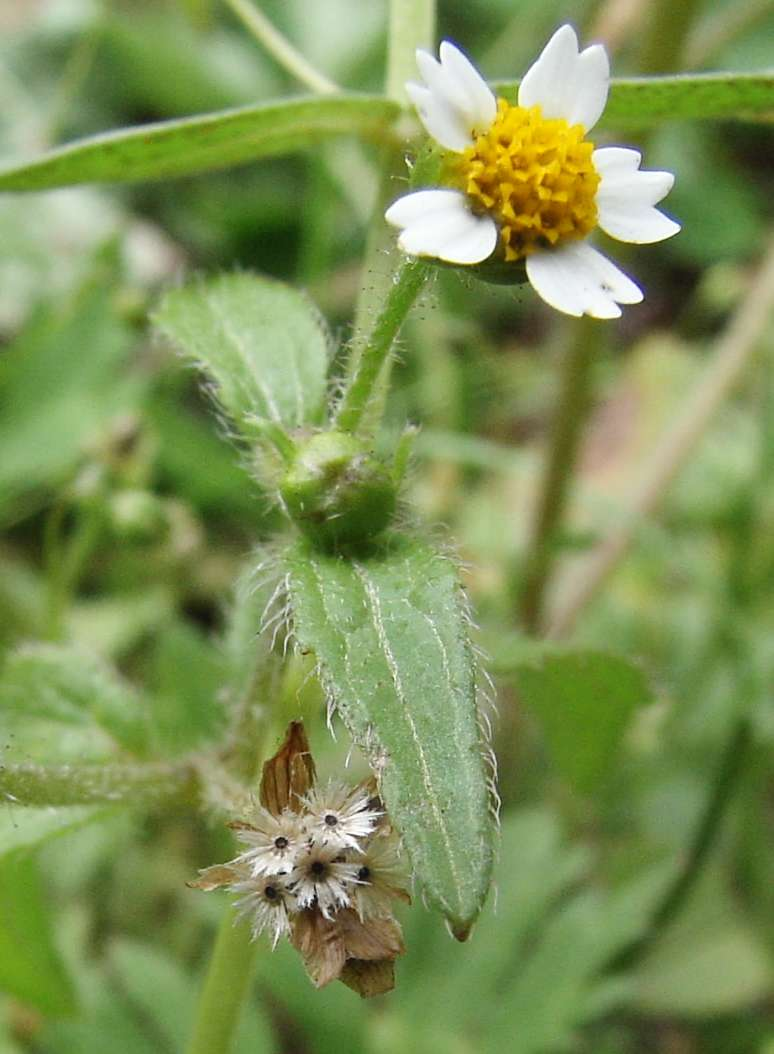
꽃과 씨
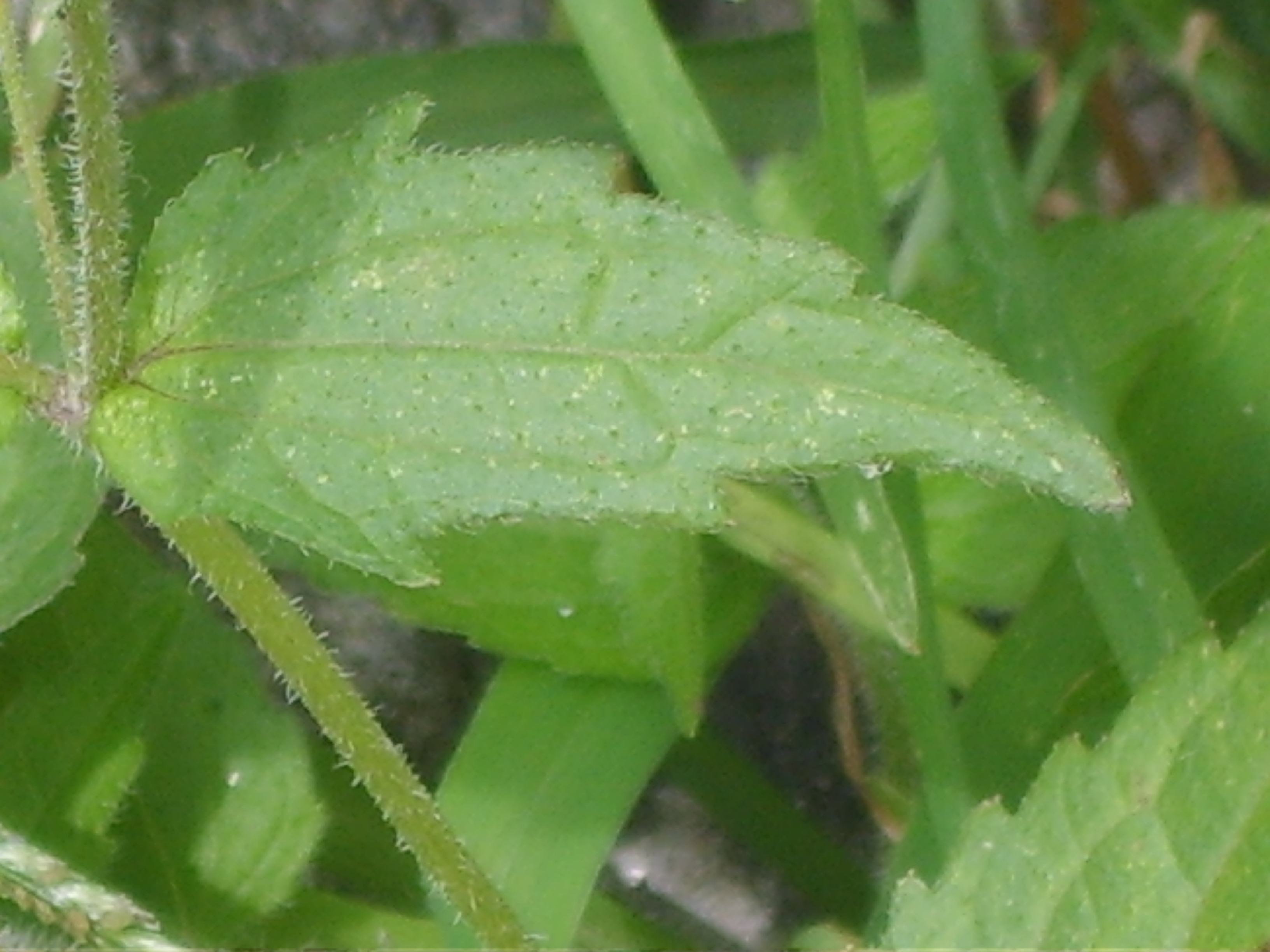
잎

## 참고 문헌
- 고경식; 김윤식 (1988). 《원색한국식물도감》. 아카데미서적.
- 풀베개